# Olcio
Olcio (Òlcc in dialetto lecchese) è una frazione del comune italiano di Mandello del Lario posta nella sua parte settentrionale, sulla riviera del Lago di Como in direzione di Lierna. In passato, fu il principale luogo di estrazione di marmo nero di Varenna.

## Storia
L'origine del toponimo è celtica. In celtico olka e la sua variante olkyo indicano una "terra arabile". La forma latinizzata olca, con lo stesso significato, è utilizzata anche da san Gregorio di Tours.
Olcio è un piccolo centro abitato di antica origine, storicamente appartenuto alla pieve di Mandello, parte del territorio milanese.
Nel 1786, nell'ambito della riforma delle circoscrizioni della Lombardia austriaca, Olcio coi suoi 326 abitanti fu assegnata alla provincia di Como, ritornando però già nel 1791 sotto quella di Milano.
In età napoleonica, anno 1809, quando il borgo contava 328 residenti, al comune di Olcio furono aggregati i comuni di Lierna e Uniti e Somana, ma dopo soli tre anni, nel 1812, anche il comune di Olcio fu soppresso, e aggregato a Mandello. Tutti i centri recuperarono l'autonomia nel 1816, in seguito all'istituzione del Regno Lombardo-Veneto.
Nel 1853 aveva 487 residenti, all'unità d'Italia, anno 1861, Olcio contava 492 abitanti. Il comune, coi suoi 372 abitanti, venne soppresso nel 1927 e aggregato a Mandello del Lario.

## Monumenti e luoghi d'interesse
- Chiesa di Santa Maria sopra Olcio. Santuario posto in Valle Meria,[7] sulla Grigna Settentrionale.
- Chiesa di Sant'Eufemia.